# سیستم۷۶
سیستم۷۶ (انگلیسی: System76) شرکت سخت‌افزار آمریکایی است، که در سال ۲۰۰۵ تأسیس شد.